# 四国アイアンドッグス
四国アイアンドッグス（Shikoku Iron-Dogs）は、漫画『ドカベン スーパースターズ編』および『ドカベン ドリームトーナメント編』に登場する架空のプロ野球球団。

## 概要
本拠地・キャンプ地は愛媛県の松山坊っちゃんスタジアム。
チームカラーは黄色と黒。ユニフォームは福岡ダイエーホークスを意識したデザインとなっている。マスコットキャラクターは土佐犬。親会社は地元の食品会社・四国総合食品観光会社。

## 球団の歴史
2003年オフ、山田太郎をはじめとしたいわゆる「山田世代」の名選手たちの、FA権獲得によるメジャーへの一斉流出という、日本球界の存亡にも関わる事態を危惧したプロ野球総裁・崖渕壮兵衛の超法規的措置により、「野球王国」である四国全土をフランチャイズとして、東京スーパースターズとともにパ・リーグに新設された。これによりパ・リーグのチーム数は8球団となった。なお、作中におけるセ・リーグは、2012年に2球団が新設されるまで（ドリームトーナメント編）6球団のままであり、両リーグでチーム数が異なっていた。
2004年
犬飼監督が、東京の土井垣監督との開幕戦の球場を決めるじゃんけんに勝ったため、開幕をホームで迎えるが敗北。詳しい最終順位は不明だが、3位までが実在球団で4位が東京だったことから、四国は5位以下（Bクラス）に終わったことが分かる。
オフにドラフトで雲竜大五郎が入団した。
2005年
開幕戦でロッテに大敗。2年連続で開幕戦に敗北するが、レギュラーシーズン2位通過。プレーオフでも3位のロッテを下すものの、1位通過の東京戦で土門が山田にサヨナラ本塁打を浴びて敗退。
2006年
開幕の東京戦（東京ドーム）では3年連続でエース不知火を投入。里中が持つ奪三振記録を更新するも、土井垣にサヨナラ本塁打を喫し、これも3年連続の開幕戦敗北。
シーズンは2位で終えたものの、プレーオフでは3位の東京に1勝2敗で敗れ、第2ステージ進出はならず（第2ステージでは東京が1位の日本ハムに敗れたため、順位は2位のまま）。
2007年
シーズン終盤に4位に転落し、直後の東京戦（東京ドーム）でも大敗。最終順位は不明。
2008年
開幕の西武戦（松山）で不知火が1試合19奪三振を達成（試合の勝敗は不明）。7月に首位に立つとその座を譲らず、5年目にしてリーグ初優勝。クライマックスシリーズでは東京に2勝4敗で敗退。
2009年
9月の時点で3位。天王山となった東京戦（松山）で連敗し、Bクラスに終わる（最終順位は不明）。
2010年
交流戦開始時点で4位。交流戦で調子を上げ、首位に浮上する。最終順位は不明。
2011年
成績は全くの不明。
2012年（ドリームトーナメント）
阪神タイガースと1回戦で対戦。先発の不知火が阪神打線を無安打に抑えるものの、エラーから出塁を許し犠牲フライにより失点。一方の打線は阪神先発の藤村甲子園に不知火の二塁打のみに抑えられ、完封負けを喫した。

## 主な選手・球団関係者
山田の高校時代からのライバル選手達が中心であるため、投手、特に先発投手の層が厚い。それに対して野手陣は武蔵・坂田以外にプロで実績のある選手がいなかったため、発足時の入団テストでは野手陣を中心に補強した。

### 投手
不知火 守（しらぬい まもる）(1)：（白新高校→日本ハム→四国）
エース。MAX162km/hのストレートや超遅球、魔球「イナズマ」を武器とする。1試合21奪三振の日本記録を持つ。
いまだに長打力は健在で、移籍後里中から2本ホームランを打っている。退場したマドンナに代わり三塁を守ってファインプレーも見せており、野手としても超級の実力がある。
中 二美夫（あたる ふみお）(15)：（江川学院→ヤクルト→四国）
甲子園で山田を5打席連続敬遠したことで話題になる。作中では全く出番が無いため、先発かリリーフかも不明。
影丸 隼人（かげまる はやと）(17)：（クリーンハイスクール→中日→四国）
ローテーションの一角。背負い投げ投法で投げる豪腕。トルネード投法を使うこともある。岩鬼とは義兄弟だが、犬猿の仲。
土門 剛介（どもん ごうすけ）(18)：（横浜学院→横浜→四国）
ローテーションの一角。不知火にひけをとらない豪腕で、オールスター9者連続三振のタイ記録（江夏豊・里中・不知火）を持つ。
犬神 了（いぬがみ りょう）(19)：（土佐丸高校→広島→四国）
独特の雰囲気と殺人野球を売りとする危険な投手。打撃も得意でカープ在籍時に4番を打ったこともあるため、野手層の薄さから、主に9番・中堅で出場。
犬飼 知三郎（いぬかい ちさぶろう）(21)：（室戸学習塾→室戸大学（中退）→西武→四国）
犬飼三兄弟の末っ子。野手層の薄さから、主に7番・DHで出場。その後投手に再転向したらしく、2007年にはストッパーを務めている。
犬飼 小次郎（いぬかい こじろう）(30)：（土佐丸高校→ダイエー→四国）
選手兼任監督。犬飼三兄弟の長男。2007年の東京戦で、4年目にしてついに投手として先発する。

### 捕手
丸亀 幸吉（まるがめ こうきち）(2)：（無名高校→四国）
2004年テスト入団。右投右打。主に7、8番。もう一息で「ドカベン」ということから「トカヘン」と呼ばれたが、2005年プレーオフの敗戦以降「四国のドカベン」と呼ばれるようになる。
2007年にエラーを連発するなど不調に襲われ、一時ポジションを雲竜に奪われた。
大垣 万作（おおがき まんさく）(99)：（田沼高校→四国）
2004年入団。右投。身長2m。松山市出身。
高校時代は「ドカベン二世」と呼ばれていたほどの捕手だが、2007年、座ったまま二塁へ送球出来るという自慢の肩を壊してしまう。しかし小次郎の相撲の特訓による逆療法計画によって肩を直し、小次郎の先発試合でマスクを被る。この試合では山田に匹敵するほどの強肩を見せたが、相撲の特訓で身についた癖が出てしまい、配球やキャッチングでミスを連発し、結局10失点。これによって野球を諦め、引退して相撲に転向。
2012年、『ドリームトーナメント編』にて現役復帰し、福岡ソフトバンクホークスに入団。

### 内野手
マドンナ (3)
2004年テスト入団。女性。正岡財閥の一族で、本名は正岡 華子（まさおか はなこ）。1番・三塁手。右投左打（1回だけ右打ちのシーンが描かれている）。殿馬に恋心を抱き、アタックの末に2006年シーズン終了後に結婚した。2007年にはオールスターゲームに初出場し、川﨑宗則を差し置いて遊撃手として出場。
阿波 徳市（あわ とくいち）(6)
2004年テスト入団。二塁手。右投右打。
リズム打法を得意とする徳島出身の曲者。いつも阿波踊りを踊っている。2番を打つ（一時期は8番を打っていた）。
左貫 翔斗（さぬき しょうと）(8)
2004年テスト入団。遊撃手。右投右打→両打。
香川のうどん屋出身で、コシの強い讃岐打法での粘りの打撃が売り。主に3番を打つ。ノンプロ時代から噂される程の実力者だが、他のメンバーに比べ活躍するシーンはほとんど描かれていない。
犬飼 武蔵（いぬかい たけぞう）(50)：（土佐丸高校→阪神→四国）
4番・一塁手。犬飼三兄弟の次男で、阪神時代からチーム屈指の大砲として活躍。

### 外野手
坂田 三吉（さかた さんきち）(7)：（通天閣高校→近鉄→四国）
夏の甲子園全国制覇の経験を持つ長身の左腕投手。打撃も得意で、近鉄時代に打者として出番を多くすれば儲かると考え、3年目（1997年）から外野手に転向。アイアンドッグス移籍後は、主に6番・左翼。時々2番・3番も打つ。特殊な超アッパー打法「通天閣打法」が武器。がめつい性格で、金が絡むと途端に気合いが入る。
播磨矢 大（はりまや ひろし）(44)
2004年テスト入団。左投両打。主に5番・右翼。
高知出身の元僧侶で、実家は寺。六代目住職となる予定だったが、本人はプロ入りを希望し、勘当されている。

### その他
雲竜 大五郎（うんりゅう だいごろう）(100)：（東海高校→四国）
2005年ドラフト8位で入団。右投両打。9年の空白から転じてプロ入り。相変わらずの怪力で、2006年の開幕戦では看板直撃の特大アーチを放っている。主にDHで出場。
高校時代は投手･右翼手。ミスを連発した丸亀に代わり捕手を務めたこともあったが、正式なポジションは不明。
コーチ (80)
本名不明。球団創設時から小次郎を支えている年配のコーチ。ノッカーを勤める。
四万十 (73)
下の名前は不明。やや小太りな体型。2006年シーズンの最終戦となった東京戦で、一塁コーチャーを務め、サヨナラ振り逃げを敢行した坂田とハイタッチを行った。